# 猿沢茂
猿沢 茂（さるさわ しげる、1960年1月30日 - ）は広島県安芸郡府中町出身の元サッカー選手(MF、FW)。

## 来歴
府中中学に入学後から本格的にサッカーをはじめ、1年次からセンターフォワード(CF)として活躍。2年次には中国大会優勝を飾った。また、中学時代に広島大河FCに入ってプレーしている。
県立広島工業高等学校(通称・県工)時代 は高校1年次からCFとしてレギュラーとなり高校選手権出場。2年次にはインターハイ出場。3年次では攻撃的なMFとしてチームの軸となりインターハイ、選手権の両大会で活躍した。かつて御三家と言われながら、永らく低迷が続く広島高校サッカーが久しぶりに輝いた瞬間だった。現在では県工出身者の中でも知名度は低いが、当時はこの猿沢の才能が最も注目され、ルックスの良さもあり一番人気が高かった。
その後、大阪体育大学へ進学し、エースストライカーとして活躍した。また1979年には県工の同級生の沖宗敏彦、中本邦治らと共にU-20サッカー日本代表に選ばれ、日本で行われた第2回FIFAワールドユース選手権 に出場した。
就職の際には大阪に在住していた事もありヤンマー(現セレッソ大阪)から熱心に勧誘を受けたが、1982年に郷里のマツダへ入社。マツダSC(現サンフレッチェ広島)に入団し、ウイングとして開幕戦からフル出場、4得点2アシストの活躍から同年には日本サッカーリーグ(JSL)新人王を獲得した。その後、攻撃的なMFとして活躍、JSL2部への降格を2度も経験、1988年にはハンス・オフト監督下で信藤克義、高橋真一郎ら地元選手やディド・ハーフナーらともに頑張り、天皇杯準優勝に貢献した。
Jリーグ創設の3年前・1989年に現役を引退。その後はマツダに勤務している。
息子は3人おり、サッカーおよびアイスホッケーの選手として活躍している。
2013年よりJリーグのマッチコミッショナーを務める。

## 所属クラブ
- 府中町立府中小学校
- 府中町立府中中学校 (広島大河フットボールクラブ)
- 1975年 - 1977年 広島工業高校
- 1978年 - 1981年 大阪体育大学
- 1982年 - 1989年 マツダ

## 個人成績
| 国内大会個人成績 | 国内大会個人成績 | 国内大会個人成績 | 国内大会個人成績 | 国内大会個人成績 | 国内大会個人成績           | 国内大会個人成績 | 国内大会個人成績 | 国内大会個人成績 | 国内大会個人成績 | 国内大会個人成績 | 国内大会個人成績 |
| 年度             | クラブ           | 背番号           | リーグ           | リーグ戦         | リーグ戦                   | リーグ杯         | リーグ杯         | オープン杯       | オープン杯       | 期間通算         | 期間通算         |
| 年度             | クラブ           | 背番号           | リーグ           | 出場             | 得点                       | 出場             | 得点             | 出場             | 得点             | 出場             | 得点             |
| 日本             | 日本             | 日本             | 日本             | リーグ戦         | リーグ戦                   | JSL杯            | JSL杯            | 天皇杯           | 天皇杯           | 期間通算         | 期間通算         |
| ---------------- | ---------------- | ---------------- | ---------------- | ---------------- | -------------------------- | ---------------- | ---------------- | ---------------- | ---------------- | ---------------- | ---------------- |
| 1982             | マツダ           | 6                | JSL1部           | 18               | 4                          |                  |                  |                  |                  |                  |                  |
| 1983             | マツダ           | 6                | JSL1部           | 15               | 1                          |                  |                  |                  |                  |                  |                  |
| 1984             | マツダ           |                  | JSL2部           | 13               | 1                          | 2                | 0                |                  |                  |                  |                  |
| 1985             | マツダ           |                  | JSL2部           | 3                | 1                          |                  |                  |                  |                  |                  |                  |
| 1986-87          | マツダ           | 6                | JSL1部           | 11               | 0                          |                  |                  |                  |                  |                  |                  |
| 1987-88          | マツダ           | 6                | JSL1部           | 19               | 1                          |                  |                  |                  |                  |                  |                  |
| 1988-89          | マツダ           |                  | JSL2部           | 16               | 2                          |                  |                  |                  |                  |                  |                  |
| 通算             | 日本             | 日本             | JSL1部           | 63               | 6\|\|\|\|\|\|\|\|\|\|\|\|  |                  |                  |                  |                  |                  |                  |
| 通算             | 日本             | 日本             | JSL2部           | 32               | 4\|\|\|\|\|\|\|\|\|\|\|\|  |                  |                  |                  |                  |                  |                  |
| 総通算           | 総通算           | 総通算           | 総通算           | 95               | 10\|\|\|\|\|\|\|\|\|\|\|\| |                  |                  |                  |                  |                  |                  |

## タイトル
- JSL新人王 : 1982年

## 代表歴

### 出場大会など
- ワールドユース日本大会 (1979年)